# Forough Farrokhzad
Forugh Farrokhzad (in persiano فروغ فرڂزاد‎; Teheran, 29 dicembre 1934 – Teheran, 13 febbraio 1967) è stata una poetessa, regista e scrittrice femminista iraniana, una delle rappresentanti più importanti (e controverse) della modernità iraniana. Farrokhzad morì all'età di 32 anni a causa di un incidente stradale. Era la sorella maggiore del poeta, cantante e attore iraniano Fereydoun Farrokhzad.

## Biografia
Forugh Farrokhzad nacque a Teheran il 28 dicembre 1934 dall'ufficiale militare di carriera colonnello Mohammad Bagher Farrokhzad (la famiglia Farrokhzad proviene da Tafresh) e da sua moglie Touran Vaziri-Tabar. Quarta di sette figli (gli altri sono Amir, Massud, Mehrdad, Fereydun, Puran e Gloria), frequentò la scuola fino alla nona elementare, poi imparò a dipingere e cucire in una scuola femminile per le arti manuali. All'età di 16 anni si sposò con lo scrittore satirico Parviz Shapour, trasferendosi con il marito ad Ahvaz. Il suo unico figlio, Kamyar Shapur (soggetto di "Il ritorno"), nacque un anno dopo.
La coppia si separò e divorziò nel 1955. Dopo la separazione e il divorzio da Parviz, Forugh perse la custodia del figlio perché aveva avuto diverse relazioni. Il figlio Kamyar, che lei chiamava affettuosamente Kami, le fu portato via e allevato da Parviz e dalla sua famiglia. A Forugh furono concessi pochissimi diritti di visita, e il bambino fu allevato con l'impressione che sua madre lo avesse abbandonato per la poesia e il perseguimento dei suoi piaceri sessuali. Il pensiero che suo figlio pensasse che lei lo avesse abbandonato volontariamente, era per lei una fonte di grande dolore e di costante tormento.
Farrokhzad trascorse nove mesi in Europa nel 1956-57. Dopo essere tornata in Iran, in cerca di lavoro incontrò il regista e scrittore Ebrahim Golestan, che rafforzò le sue inclinazioni ad esprimersi e a vivere in modo indipendente, e con il quale iniziò una storia d'amore. Pubblicò due libri, Il muro e Ribellione, prima di recarsi a Tabriz per realizzare un film sugli iraniani colpiti dalla lebbra. Questo film documentario del 1962, intitolato La casa è nera, è considerato una parte essenziale del movimento iraniano New Wave. Durante i 12 giorni di riprese, si affezionò a Hossein Mansuri, figlio di due lebbrosi. Adottò il ragazzo e lo portò a vivere a casa di sua madre.
Nel 1964 pubblicò Una rinascita. La sua poesia a quel tempo variava in modo significativo dalle precedenti tradizioni poetiche iraniane. Sfidando le autorità religiose e i letterati conservatori, Farrokhzad illustrò, con fermezza, la situazione femminile nella società iraniana degli anni cinquanta-sessanta. Contribuì, in modo decisivo, al rinnovamento della letteratura persiana del '900. Trattò, in particolare, il ruolo della donna nel matrimonio convenzionale e le prevaricazioni maschili della sua nazione.

## La prospettiva femminile nelle sue poesie

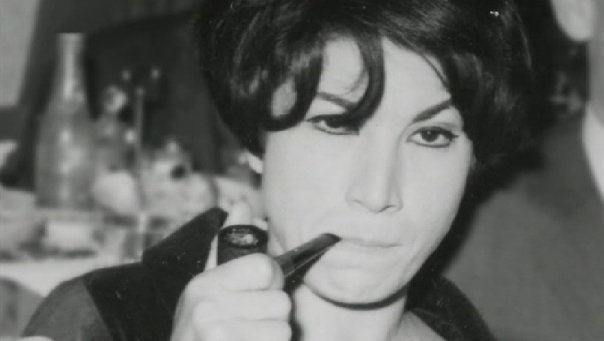
Farrokhzad con la pipa nel 1965

La forte voce femminile di Farrokhzad divenne il centro di molta attenzione negativa e di aperta disapprovazione, sia durante la sua vita che nella ricezione postuma del suo lavoro.
In un'intervista radiofonica, alla domanda sulla prospettiva femminile nelle sue poesie, Farrokhzad ha risposto: "Se le mie poesie, come dici tu, hanno un aspetto femminile, è ovviamente del tutto naturale. Dopotutto, fortunatamente, sono una donna. Ma se si parla di meriti artistici, penso che il genere non possa avere un ruolo, infatti anche solo esprimere un simile suggerimento non è etico, è naturale che una donna, a causa delle sue inclinazioni fisiche, emotive e spirituali, possa dare a certe questioni maggiore attenzione, questioni che gli uomini normalmente non affrontano. Credo che se coloro che scelgono l'arte per esprimere il proprio io interiore, sentissero di doverlo fare tenendo presente il proprio genere, non progredirebbero mai nella loro arte e questo non è giusto. Quindi quando scrivo, se continuo a pensare, oh, sono una donna e devo affrontare questioni femminili piuttosto che questioni umane, allora quello è una sorta di arresto e autodistruzione. Perché ciò che conta è coltivare e nutrire le proprie caratteristiche positive finché non si raggiunge un livello degno di essere un essere umano. Ciò che è importante è il lavoro prodotto da un essere umano e non da uno etichettato come uomo o donna. Quando una poesia raggiunge un certo livello di maturazione, si separa dal suo creatore e si collega a un mondo in cui è valida in base ai suoi meriti".
Nell'ottobre 2023, nella sua recensione della prima edizione critica e traduzione italiana di tutte le poesie di Forugh Farrokhzad (Io parlo dai confini della notte, a cura di Domenico Ingenito, Bompiani, 2023) Roberto Galaverni ha scritto sulla "Lettura", il supplemento  del Corriere della Sera: Con versi sensuali esaltò (e scandalizzò) il suo paese. Aveva talento e sapeva interpretare le aspirazioni delle donne".

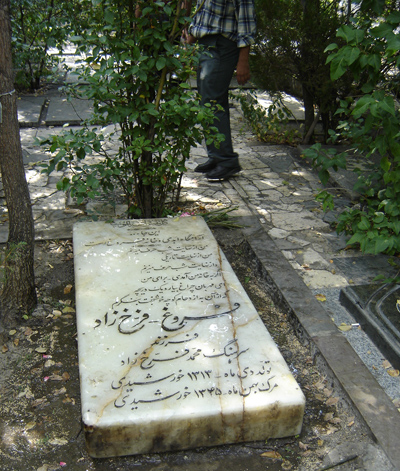
La tomba della poetessa a Teheran.

Ha diretto, nel 1963, il suo unico film: La casa è nera.

## Morte
Morì, nel 1967, in un incidente stradale. Venne sbalzata fuori dall'auto, sbattendo la testa contro il marciapiede. Si credeva che fosse morta prima di raggiungere l'ospedale, tuttavia, Farzaneh Milani nel suo libro, Forugh Farrokhzad: A Literary Biography With Unpublished Letters / فروغ فرخ زاد: زندگی نامه ادبی همراه با نامه های چا پ نشده (Farsi), cita un'intervista con Ebrahim Golestan che parla degli ultimi momenti di Farrokhzad quando morì tra le sue braccia. La poesia di Farrokhzad "Crediamo pure all'inizio della stagione fredda" fu pubblicata postuma ed è considerata da alcuni una delle poesie moderne meglio strutturate in persiano.

## Traduzioni italiane
- Forugh Farrokhzad, La strage dei fiori, a cura di Domenico Ingenito, Napoli, Orientexpress, 2008
- Forugh Farrokhzad, È solo la voce che resta. Canti di una donna ribelle del Novecento iraniano, a cura di Faezeh Mardani, presentazione di Carlo Saccone, Reggio Emilia, Aliberti Editore, 2009
- Forugh Farrokhzad, Tutto il mio essere è un canto. Poesie, lettere d'amore, interviste, a cura di Faezeh Mardani e Francesco Occhetto, Torino, Lindau, 2023
- Forugh Farrokhzad, Io parlo dai confini della notte. Tutte le poesie con testo a fronte, a cura di Domenico Ingenito, Bompiani, 25 Ottobre 2023 (800 pp.)